# 55-й Массачусетский пехотный полк
55-й Массачусетский пехотный полк (англ. 55th Massachusetts Infantry Regiment) — один из пехотных полков армии Союза во время Гражданской войны в США. Полк был сформирован в июне 1863 года из чернокожих добровольцев и использовался в боевых действиях в Южной Каролине. Был расформирован в сентябре 1865 года.

## Формирование
Решением губернатора штата Массачусетс Джона Альбиона Эндрю в 1863 году из чернокожих добровольцев, не успевших записаться в 54-й Массачусетский пехотный полк, был сформирован 55-й Массачусетский пехотный полк. Как и в 54-м полку, все офицеры были белыми, многие из них происходили из семей аболиционистов. Полковником был назначен Норвуд Пенроуз Хэллоуэлл, подполковником — Альфред Стедман Хартуэлл, оба были переведены с повышением из 54-го полка. Майором был назначен Чарльз Фокс, переведенный с повышением из 2-го Массачусетского кавалерийского полка.
55-й Массачусетский полк в составе дивизии Воджа стал частью Африканской бригады Уайлда 10-го армейского корпуса. В феврале 1864 года стал частью 3-й бригады того же корпуса. В конце 1864 — начале 1865 года в составе Береговой дивизии Потомакской армии, затем в составе 1-й отдельной бригады Чарлстонского округа Потомакской армии.
Полк участвовал в боевых действиях на острове Моррис и под фортом Самтер (в рамках блокады Чарлстона) в августе—октябре 1863 года. Рота F участвовала в экспедиции на остров Джонс в феврале 1864 года, затем до апреля обороняла форт Фрибли (Флорида); роты B и I в это же время обороняли форт Йеллоу-Блафф. В июне—июле 1864 года полк участвовал в экспедиции и боевых действиях на острове Джеймс под Чарлстоном. Осенью принял участие в марше Хэтча вверх по Броуд-Ривер и в сражении при Хани-Хилле 30 ноября. В феврале участвовал в марше вверх по реке Саут-Эдисто, экспедициях на остров Джеймс и в Буллс-Бей, в марте — в марше к реке Санти, в апреле — в экспедиции к Юто-Спрингс.
Полк демобилизован 29 августа 1865 года, расформирован в Бостоне 23 сентября 1865 года. За время существования полка потери составили 3 офицеров и 64 нижних чина убитыми и смертельно ранеными и 130 военнослужащих из-за болезней.